# 唐佩德羅湖 (加利福尼亞州)
唐佩德羅湖（英語：Lake Don Pedro）是位於美國加利福尼亞州馬里波薩縣的一個人口普查指定地區。

## 地理
唐佩德羅湖的座標為37°46′09″N 119°45′41″W / 37.76917°N 119.76139°W，而該地最高點為海拔高度342米（即1122英尺）。

## 人口
根據2010年美國人口普查的數據，唐佩德羅湖的面積為32.556平方千米，當中陸地面積為32.522平方千米，而水域面積為0.034平方千米。當地共有人口1077人，而人口密度為每平方千米33人。